# Giro d'Italia Ciclocross
Le Giro d’Italia Ciclocross est une compétition annuelle de cyclo-cross crée en 2008 et inscrite au calendrier international UCI depuis 2014. Elle est organisée par l’association sportive ASD Romano Scotti.
Toutes disputées en Italie, les différentes manches rapportent des points qui permettent la constitution d’un classement général.

## Palmarès

### Hommes élites
| Année     | Vainqueur          | Deuxième           | Troisième          |
| --------- | ------------------ | ------------------ | ------------------ |
| 2014-2015 | Gioele Bertolini   | Marco Ponta        | Nadir Colledani    |
| 2015-2016 | Nadir Colledani    | Nicolas Samparisi  | Gioele Bertolini   |
| 2016-2017 | annulé             | annulé             | annulé             |
| 2017-2018 | Antonio Folcarelli | Cristian Cominelli | Stefano Capponi    |
| 2018-2019 | Antonio Folcarelli | Matteo Vidoni      | Cristian Cominelli |
| 2019-2020 | Cristian Cominelli | Stefano Capponi    | Filippo Fontana    |
| 2020-2021 | Jakob Dorigoni     | Cristian Cominelli | Marco Pavan        |
| 2021-2022 | Cristian Cominelli | Antonio Folcarelli | Marco Pavan        |

### Femmes élites
| Année     | Vainqueur           | Deuxième        | Troisième       |
| --------- | ------------------- | --------------- | --------------- |
| 2014-2015 | Alice Maria Arzuffi | Chiara Teocchi  | Alessia Bulleri |
| 2015-2016 | Chiara Teocchi      | Alessia Bulleri | Sara Casasola   |
| 2016-2017 | annulé              | annulé          | annulé          |
| 2017-2018 | Alessia Bulleri     | Nicole Fede     | Sara Casasola   |
| 2018-2019 | Sara Casasola       | Gaia Realini    | Alessia Bulleri |
| 2019-2020 | Francesca Baroni    | Sara Casasola   | Gaia Realini    |
| 2020-2021 | Francesca Baroni    | Gaia Realini    | Sara Casasola   |
| 2021-2022 | Sara Casasola       | Alessia Bulleri | Alice Papo      |